# Südbrücke (Köln)
Die Südbrücke ist eine Eisenbahnbrücke über den Rhein in Köln. Auf der linken Rheinseite bildet sie die Grenze zwischen Köln-Neustadt-Süd und Köln-Bayenthal, auf der rechten Rheinseite zwischen Köln-Deutz und Köln-Poll.

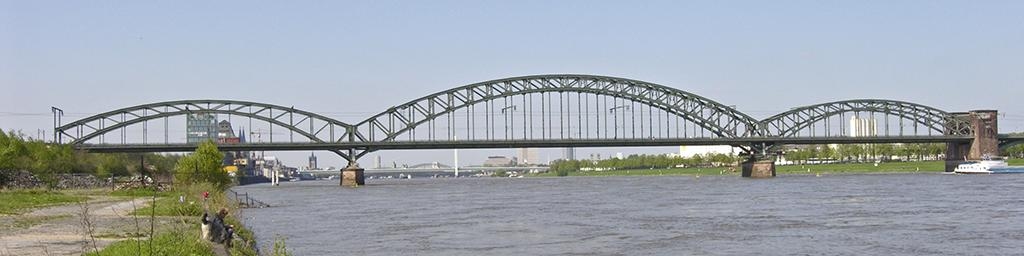
Die Brücke von Süden

Die zweigleisige und mit 60 km/h befahrbare Südbrücke dient auch Fußgängern und Fahrradfahrern und ist auf beiden Seiten durch einen 3,57 Meter breiten Fußweg begeh- und befahrbar. Seit ihrer Erbauung wird sie überwiegend durch Güterverkehr in Anspruch genommen. Sie ist Teil der Güterumgehungsbahn Köln. Vor dem Umbau des Bahnhofs Köln Messe/Deutz wurde auch eine ICE-Linie planmäßig über die Brücke geführt. Derzeit wird die Brücke für den Personenverkehr, abgesehen von einzelnen ICE- und EuroNight-Zügen, nur außerplanmäßig, zum Beispiel bei Störungen oder Bauarbeiten der eigentlichen Strecken, befahren.

## Geschichte

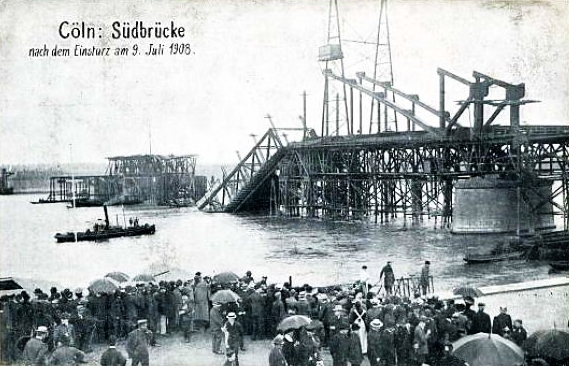
Einsturz der Südbrücke noch während der Bauarbeiten am 9. Juli 1908

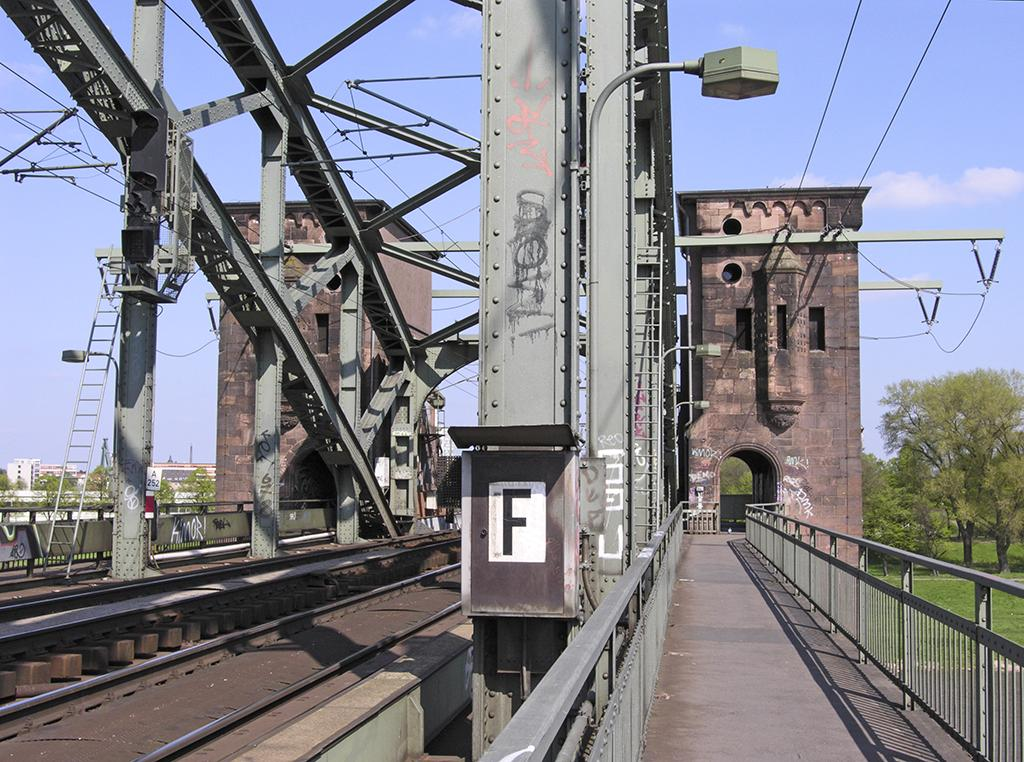
Köln-Poll, Südbrücke (Türme auf der rechten Rheinseite). Man beachte die an Auslegern montierte Hochspannungsleitung an den Türmen, der Turm befindet sich zwischen beiden Phasen

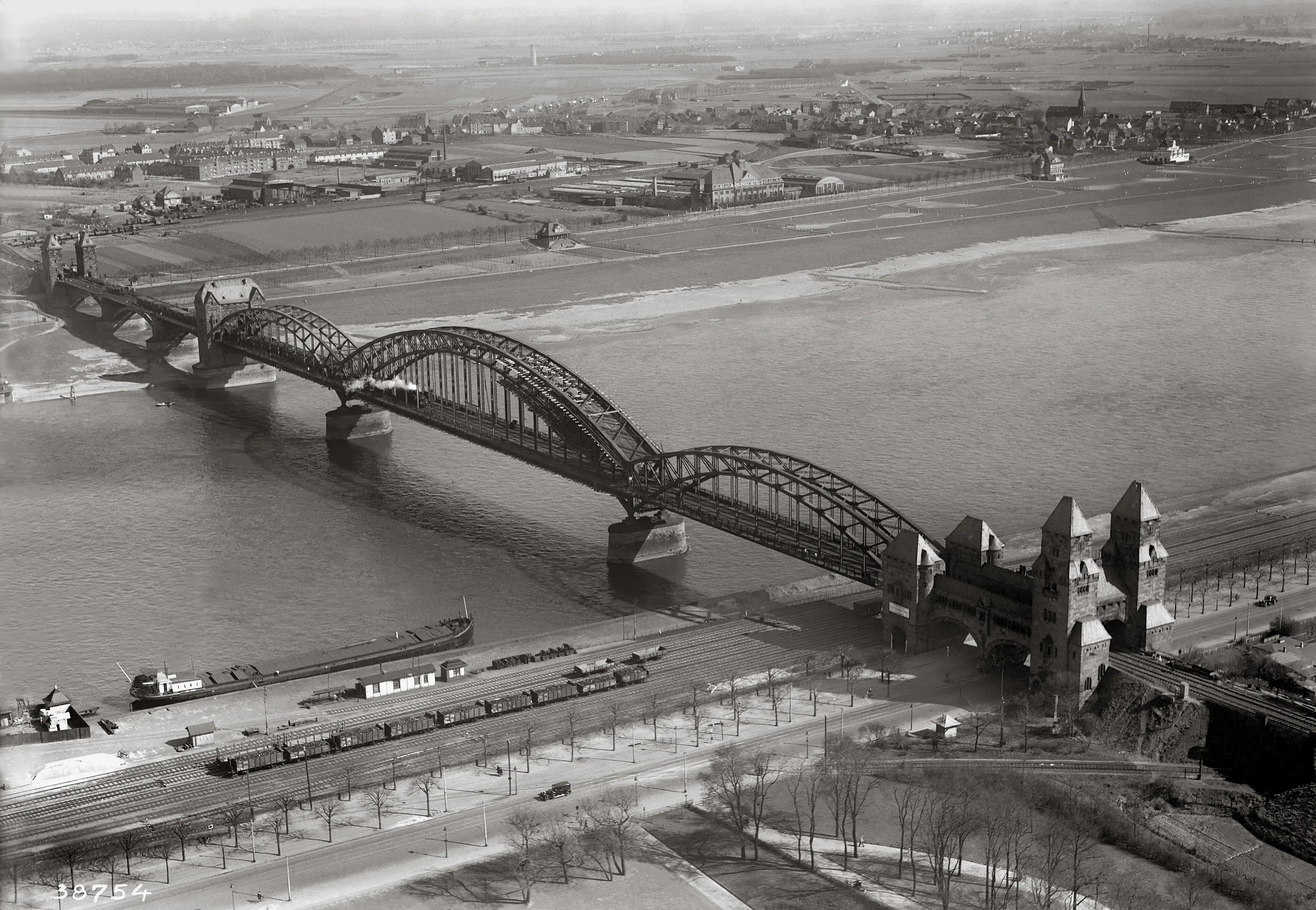
Südbrücke März 1933

Die Südbrücke wurde von 1906 (Baubeginn: 8. November 1906) bis 1910 für 5,5 Millionen Mark von der Königlich Preußischen Staatseisenbahn unter der Leitung des Baurats Fritz Beermann erbaut. Die Entwurfsausarbeitung lag in Händen von Friedrich Dircksen, der auch zunächst die Ausführung leitete. Für die Entwürfe zu den Steinbauten bei den Portalen, Rampen und Pfeilern erging der Auftrag an den Berliner Architekten Franz Schwechten, der auch die entsprechenden Bauten der Hohenzollernbrücke entwarf. Am 5. April 1910 wurde sie offiziell in Dienst gestellt. Die Errichtung der Gehwege an den beiden Seiten der Brücke hatte seinerzeit die Stadt Köln bezahlt. Wegen eines schweren Unfalls bei der Erstellung des mittleren Fachwerkbogens im Jahre 1908, bei dem acht Arbeiter getötet worden waren, verzichtete man auf eine Eröffnungsfeier.
Die stählerne Hauptkonstruktion ist dreiteilig und hat bei einer Gesamtlänge von 368 m Stützweiten von 101,5 m + 165 m + 101,5 m und 10,34 m. Die Treppentürme sind neuromanisch gestaltet und mit reichem Figurenschmuck ausgestattet, der von dem Berliner Bildhauer Gotthold Riegelmann geschaffen wurde.
Im Zweiten Weltkrieg wurde die Südbrücke erst am 6. Januar 1945 durch Bomben weitgehend zerstört. Der im Strom liegende Mittelbogen musste weggesprengt werden und stand für den Wiederaufbau deshalb nicht mehr zur Verfügung. Im Mai 1946 wurde die Brücke zunächst provisorisch und eingleisig wieder freigegeben, später für 10 Millionen DM neu errichtet und am 1. Oktober 1950 wieder in Betrieb genommen. Anders als bei ihrem nördlichen Pendant, der Hohenzollernbrücke, bei der die durch Bombenangriffe beschädigten Türme nach dem Krieg gänzlich abgerissen wurden, hat man hier lediglich auf einen vollständigen Wiederaufbau der dekorativen Portale und von Teilen der Turmarchitektur verzichtet. Ein Teil der Quader wurde für den Wiederaufbau der steinernen Bögen über die Rheinallee und am Porzer Ufer verwendet. Die Gesamtlänge der Brücke beträgt nun 536 m.
Heute befindet sich die Brücke im Besitz der Deutschen Bahn. Für die Unterhaltung und Pflege der Gehwege ist aufgrund der damals geschlossenen Verträge die Stadt Köln verantwortlich. Linksrheinisch liegt am Aufgang zur Brücke der seit 1914 bestehende Friedenspark.

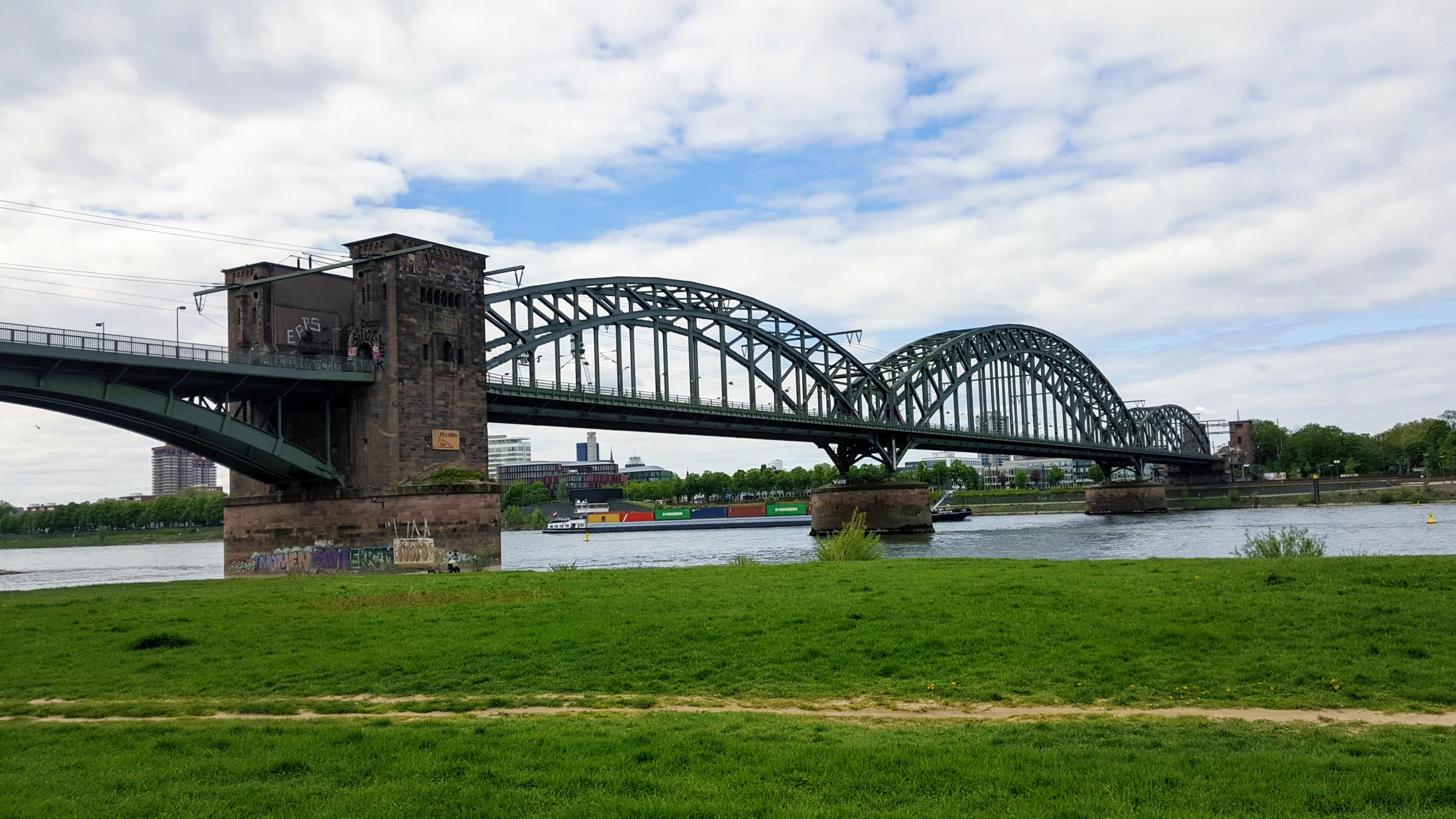
Blick nach Süd-West auf die Deutzer Zwischentürme von der Poller Wiese

## Denkmalschutz
Die Brücke steht wegen ihrer eisenbahngeschichtlichen Bedeutung, des Stahl-Fachwerkbaus und der teilweise erhaltenen neuromanischen Steinbauten mittlerweile unter Denkmalschutz. Der Rheinische Verein für Denkmalpflege und Landschaftsschutz stellte sie für Mai 2006 als Denkmal des Monats heraus, um auf ihren Zustand aufmerksam zu machen.
Im Dezember 2009 begann die Sanierung der Gehwege und der auf beiden Rheinseiten gelegenen Treppentürme. Die Bauzeit sollte 16 Monate betragen. Die Kosten beliefen sich auf etwa 5,1 Millionen Euro. Knapp drei Jahre nach Sanierungsbeginn vermeldete die Stadt Köln den Abschluss der Sanierungsarbeiten, räumte jedoch ein, dass die linksrheinisch gelegenen Treppentürme noch nicht benutzbar seien.

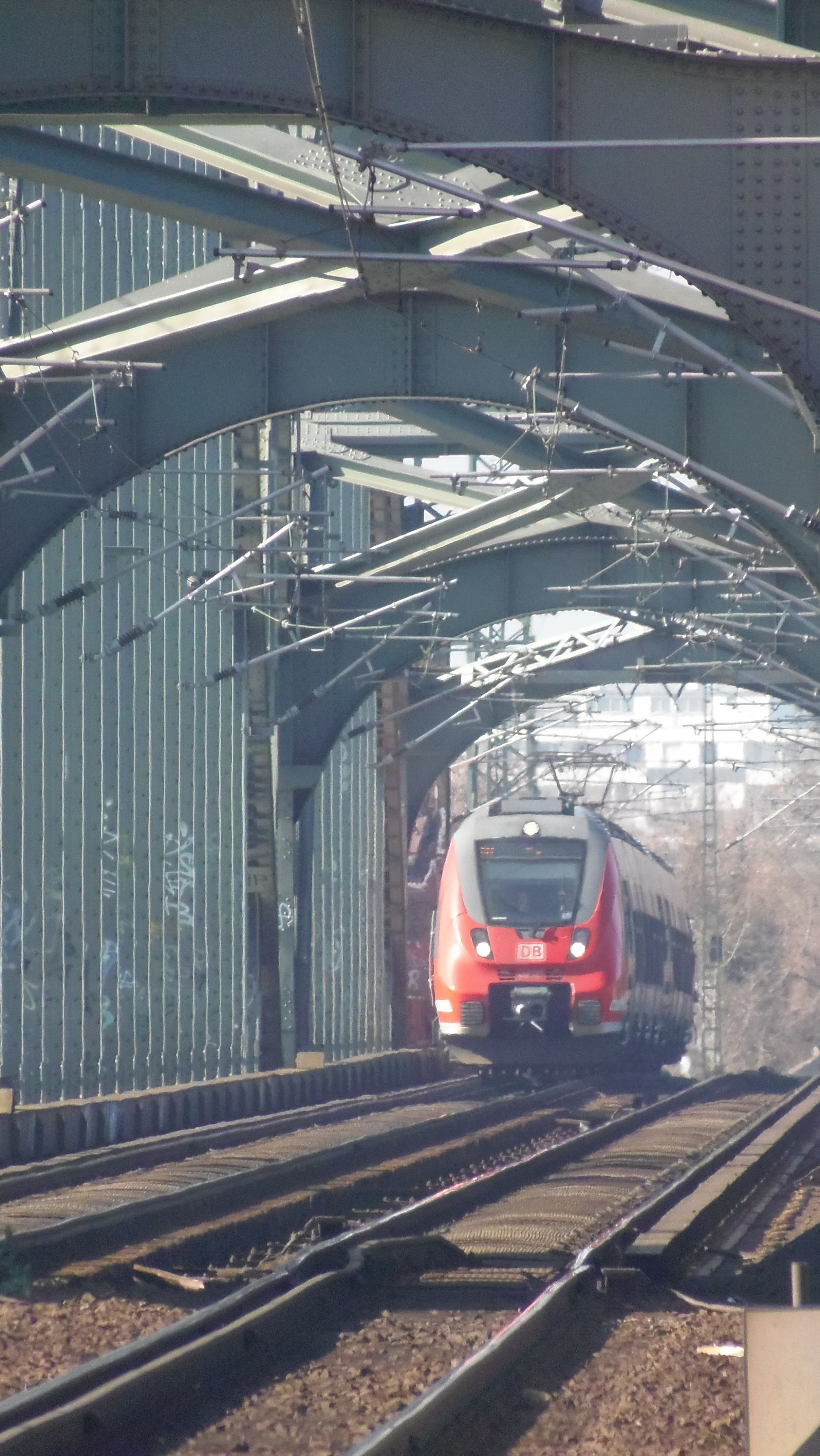
Umgeleiteter Zug der Linie RE 9 auf der Kölner Südbrücke

## Bahnstromleitung

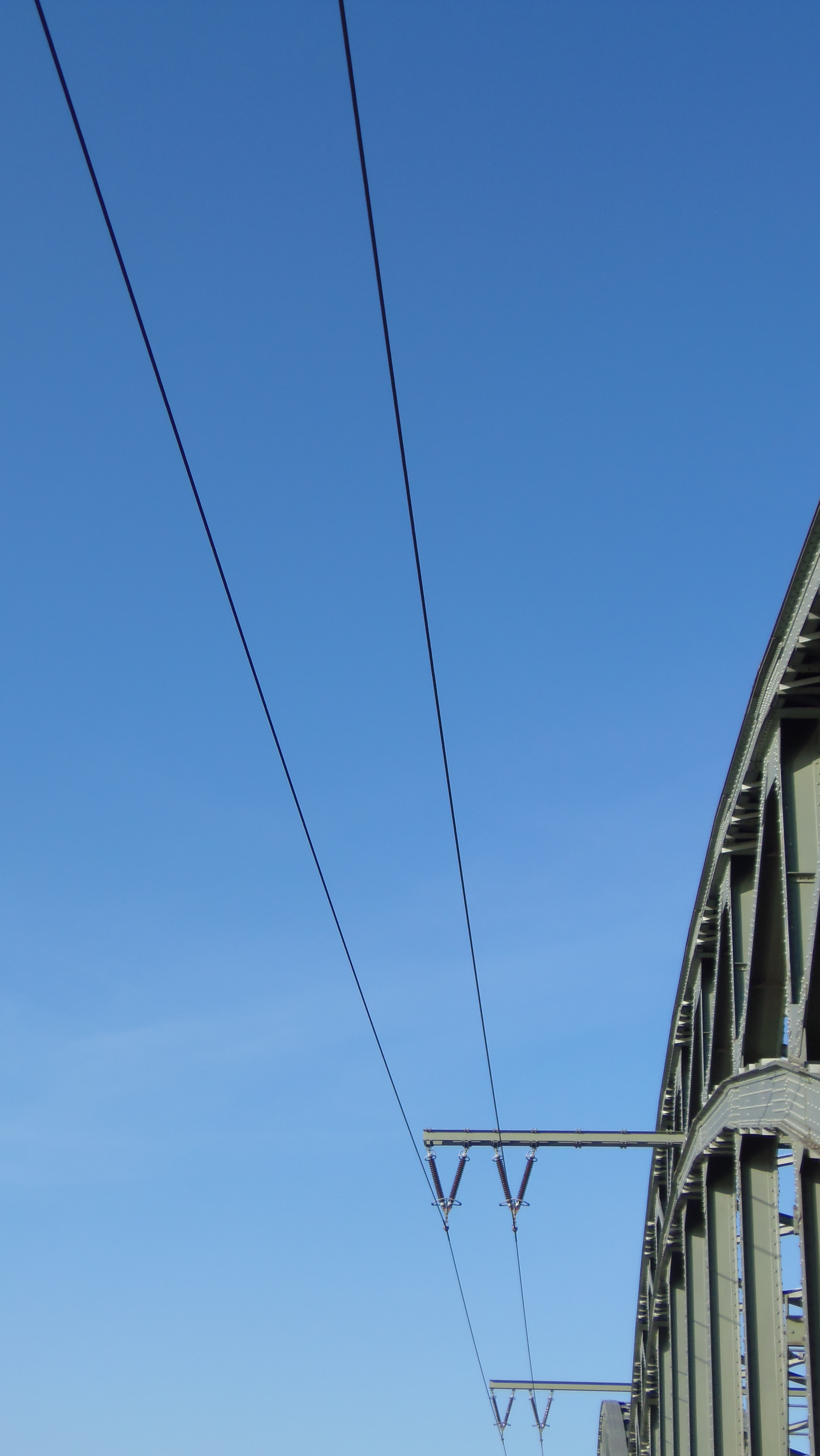
Bahnstromleitung Köln–Sindorf

Die 110-kV-Bahnstromleitung Köln–Sindorf überquert seit 2002 an Auslegern an der Brückenkonstruktion den Rhein. Bemerkenswert ist, dass um die rechtsrheinischen Brückentürme jedes Seil einzeln herumgeführt wird.
Hierbei sind die Leiter, welche sich über dem Gleiskörper befinden, wie eine Sammelschiene als Stahlrohre auf stehenden Isolatoren befestigt.

## Ausbau und Zukunft
Der damalige Zweckverband Nahverkehr Rheinland (NVR) heute go.Rheinland gab am 17. Februar 2021 bekannt, dass die Rheinbrücke in Zukunft vier anstatt zwei Gleise bekommen wird. Der NVR will durch einen Neubau der Brücke die Verdopplung der Kapazitäten anstreben. Durch diese Kapazitätserweiterung soll der Kölner S-Bahn-Ring durch die Erschließung des Südrings und der Südbrücke vollendet werden. Der NVR gab eine Studie zum Brückenausbau in Auftrag, welche im Jahr 2022 abgeschlossen sein sollte.
Stand Mai 2024 scheint die S-Bahn nach ihrem Ausbau über das Bestandsbauwerk fahren zu sollen und ein Neubau vom Tisch zu sein.